# ترافون براينت
ترافون براينت (بالإنجليزية: Travon Bryant)‏ مواليد 5 فبراير 1983 في سيرريتوس، هو مدرب كرة سلة أمريكي ولاعب سابق. بدأ مسيرته الاحترافية في سنة 2004. يدرب في دوري الرابطة الوطنية لفئة التطوير. يبلغ طوله 6 قدم 9.5 بوصة (2.1 م). اعتزل اللعب في 2015.

## المسيرة الاحترافية
لعب مع تريفيزو لكرة السلة في الدوري الإيطالي في سنة 2006، ثم لعب مع سكايلاينرز فرانكفورت في الدوري الألماني في موسم 2006–2007، ثم لعب مع نادي بانيونيس لكرة السلة في موسم 2009–2010، ثم لعب مع لو مان سارت باسكت في الدوري الفرنسي في موسم 2011–2012.

## روابط خارجية
- ترافون براينت على موقع الدوري الأوروبي لكرة السلة (الإنجليزية)
- ترافون براينت على موقع كرة السلة الأوروبية.كوم (الإنجليزية)
- ترافون براينت على موقع DraftExpress.com (الإنجليزية)
- ترافون براينت على موقع كلية كرة السلة في سبورتس رفرنس.كوم (الإنجليزية)
- ترافون براينت على موقع ريلجم (الإنجليزية)
- ترافون براينت على موقع بروبوليرز (الإنجليزية)
- ترافون براينت على موقع سبورتس رفرنس (الإنجليزية)
- ترافون براينت على موقع سبورتس رفرنس (الإنجليزية)